# Nationaler Garantiefonds Schweiz
Der Nationale Garantiefonds Schweiz (NGF) ist eine im Schweizer Strassenverkehrsgesetz verankerte Einrichtung.
Er bezweckt primär die finanzielle Deckung von Schäden, die durch nicht ermittelte oder nicht versicherte Motorfahrzeuge, Anhänger und Fahrräder in der Schweiz verursacht werden. Ebenfalls deckt er die Haftung für Schäden, wenn über den leistungspflichtigen Haftpflichtversicherer der Konkurs eröffnet worden ist.
Der in Form eines Vereins mit Sitz in Zürich organisierte Nationale Garantiefonds Schweiz wird von den in der Schweiz zum Betrieb der Motorfahrzeug-Haftpflichtversicherung zugelassenen Versicherungseinrichtungen getragen. Finanziert wird der Nationale Garantiefonds durch eine gesetzlich vorgeschriebene Abgabe, die auf Personenwagen, schwere Motorfahrzeuge und Motorräder erhoben wird.